# Pluvault
Pluvault [plyvo] ist eine Ortschaft und eine ehemalige französische Gemeinde mit 607 Einwohnern (Stand 1. Januar 2022) im Département Côte-d’Or in der Region Bourgogne-Franche-Comté. Sie gehörte zum Arrondissement Dijon und zum Kanton Genlis.
Mit Wirkung vom 1. Januar 2019 wurden die ehemaligen Gemeinden Longeault und Pluvault zur Commune nouvelle Longeault-Pluvault zusammengelegt und haben in der neuen Gemeinde den Status einer Commune déléguée. Der Verwaltungssitz befindet sich im Ort Longeault.

## Geographie
Die Ortschaft liegt rund 20 Kilometer südöstlich von Dijon. Nachbarorte sind Longeault im Norden, Collonges-lès-Premières im Nordosten, Pluvet im Südosten und Süden, Tart-le-Bas im Westen und Genlis im Nordwesten.
Das Gemeindegebiet wird vom Fluss Tille und seinen Zuflüssen Norges und Crône durchquert.

## Bevölkerungsentwicklung
- 1962: 225
- 1968: 232
- 1975: 271
- 1982: 468
- 1990: 502
- 1999: 509
- 2006: 528
- 2012: 536

## Sehenswürdigkeiten
- Kirche Notre-Dame-de-l’Assomption (Mariä Himmelfahrt)